# Pekka Niemi (aixecador)
Pekka Niemi   (Lohtaja, 14 de novembre de 1952) és un aixecador finlandès que va competir durant les dècades de 1970 i 1980.
El 1980 va prendre part en els Jocs Olímpics d'Estiu de Moscou, on fou desè en la categoria del pes tres-quarts pesant del programa d'halterofília. Quatre anys més tard, als Jocs de Los Angeles, va guanyar la medalla de bronze en la mateixa categoria.
En el seu palmarès també destaca una medalla de bronze al Campionat del món d'halterofília, el campionat nòrdic de 1977 i 1978 i 11 títols finlandesos entre 1977 i 1988. Una vegada retirat va treballar com a entrenador d'halterofília, sobretot a l'equip nacional finlandès entre el 1995 i el 2001. Des del 1985 és membre de la Comissió d'Atleta del Comitè Olímpic de Finlàndia.